# Pi Puppis
Pi Puppis (π Pup / π Puppis) este o stea din constelația sudică Pupa, care este cunoscută și sub numele său tradițional Ahadi, care semnifică „Având multă speranță”.
Este o stea supergigantă portocalie de magnitudine aparentă +2.733, și este vizibilă cu ochiul liber pe cerul nocturn.  Temperatura efectivă a suprafeței stelei este de circa 4.000 K, ceea ce îi conferă tipul spectral K3Ib.
Pi Puppis este cea de-a doua stea ca magnitudine, între stelele din Pupa. Se află la distanța de circa 810 de ani-lumină de Terra. Este o stea dublă al cărei companion are magnitudinea de 6,86, stelele fiind separate de 0,72 de secunde de arc.
Este o stea variabilă semiregulată, variațiile magnitudinii aparente trecând de la 2,70 la 2, 85.t. Pi Puppis este o stea strălucitoare din roiul deschis Collinder 135.
Constituie radiantul ploii de meteori Pi Puppide.